# ザ・レスト・オブ・ザ・ストーリー
『ザ・レスト・オブ・ザ・ストーリー』(The Rest of the Story) は、ポール・ハーヴェイがオリジナルのホスト役を務め、月曜日から金曜日までの帯番組として放送されていたラジオ番組。
元々は第二次世界大戦中にハーヴェイが手がけていたニュース番組の中の一つのコーナーとして始まり、1976年5月10日には独立した番組として（当時の）ABCラジオから放送されるようになった。『ザ・レスト・オブ・ザ・ストーリー』は、様々な主題についての、ほとんど知られていないか、忘れられているような秘話から始まり、そこでは物語全体を貫く鍵となる要素（通常はよく知られた人物の名前）が仄めかされるが、話の最後まではっきりとは語られない。そして、物語の最後は、決め台詞である「And now you know...the rest of the story」（「もうお分かりですね ... ここから先の話は」の意）、ないしは、そのバリエーションで締めるのがお決まりであった。
多くのラジオ局では、ハーヴェイの昼のラジオ番組『ニュース・アンド・コメント (News and Comment)」と対になる形で、午後の半ばに放送されていた。日本でも、長らくFEN〜AFNで放送されていた。
この番組で語られる物語は、放送が始まった当初から、ハーヴェイの息子であるポール・ハーヴェイ・ジュニアが原稿を書き、番組のプロデュースにもあたっており、父ハーヴェイの晩年には、ジュニアが代わってホスト役を務めることもあった。ラジオで放送された物語の一部は、書籍にまとめられて出版されており、『Paul Harvey's The Rest of the Story』、『More of The Rest of the Story』などが刊行された。
2009年2月28日に父ハーヴェイが死去した後、ABCラジオは、後任の番組ホストとしてダグ・リメリックを選んだ。 リメリックがホストとなった『ザ・レスト・オブ・ザ・ストーリー』は、3週間放送されただけで打ち切りとなった。

## 関連書籍
「Paul Aurandt」はポール・ハーヴェイ・ジュニアの別名義（本名）。行末のアスタリスク(*) は、再版時に著者名義が「Paul Harvey Jr.」に変えられたもの。
- Paul Aurandt, Jr. (1977): Paul Harvey's the Rest of the Story(*)
- Paul Aurandt, Jr. (1981): More of Paul Harvey's the Rest of the Story(*)
- Paul Aurandt, Jr. (1983): Destiny: From Paul Harvey's the Rest of the Story